# Campionati mondiali di biathlon 1958
I Campionati mondiali di biathlon 1958, prima edizione della manifestazione, si svolsero a Saalfelden, in Austria, e contemplarono esclusivamente gare maschili. Fu assegnato solo il titolo mondiale della 20 km; la staffetta venne disputata a titolo non ufficiale e pertanto non assegnò medaglie.

## Risultati

### 20 km
| Posizione | Atleta            | Nazione          | Tempo |
| --------- | ----------------- | ---------------- | ----- |
| 1         | Adolf Wiklund     | Svezia           | -     |
| 2         | Ole Gunneriusson  | Svezia           | -     |
| 3         | Viktor Butakov    | Unione Sovietica | -     |
| 4         | Sture Ohlin       | Svezia           | -     |
| 5         | Arvid Nyberg      | Norvegia         | -     |
| 6         | Pentti Napari     | Finlandia        | -     |
| 7         | Valentin Pšenicyn | Unione Sovietica | -     |
| 8         | Sven Nilsson      | Svezia           | -     |
| 9         | Dmitrij Sokolov   | Unione Sovietica | -     |
| 10        | Aleksandr Gubin   | Unione Sovietica | -     |

### Staffetta 4x7,5 km (non ufficiale)
| Posizione | Nazione          | Atleti                                                                                | Tempo |
| --------- | ---------------- | ------------------------------------------------------------------------------------- | ----- |
| 1         | Svezia           | Adolf Wiklund Ole Gunneriusson Sture Ohlin Sven Nilsson                               | -     |
| 2         | Unione Sovietica | Viktor Butakov Valentin Pšenicyn Dmitrij Sokolov Aleksandr Gubin                      | -     |
| 3         | Norvegia         | Arvid Nyberg Asbjørn Bakken Knut Wold Rolf Graterud                                   | -     |
| 4         | Polonia          | Stanisław Zięba Stanisław Styrczula Stanisław Szczepaniak Stanisław Gąsienica Sobczak | -     |

## Medagliere per nazioni
| Posizione | Nazione          | Oro | Argento | Bronzo | Totale |
| --------- | ---------------- | --- | ------- | ------ | ------ |
| 1         | Svezia           | 1   | 1       | 0      | 2      |
| 2         | Unione Sovietica | 0   | 0       | 1      | 1      |